# Comté d'Arthabaska
Pour les articles homonymes, voir Arthabaska (homonymie).
Le comté d'Arthabaska était un comté municipal du Québec ayant existé entre 1855 et le début des années 1980. Le territoire qu'il couvrait fait aujourd'hui partie de la région du Centre-du-Québec et est réparti entre les MRC d'Arthabaska et de l'Érable. Son chef-lieu était la ville d'Arthabaska, maintenant fusionnée à Victoriaville.
Le nom du comté provient de celui du canton d'Arthabaska, lui-même dérivé du mot abénaqui ayabascaw signifiant «  là où il y a des roseaux, du jonc ».

## Municipalités situées dans le comté

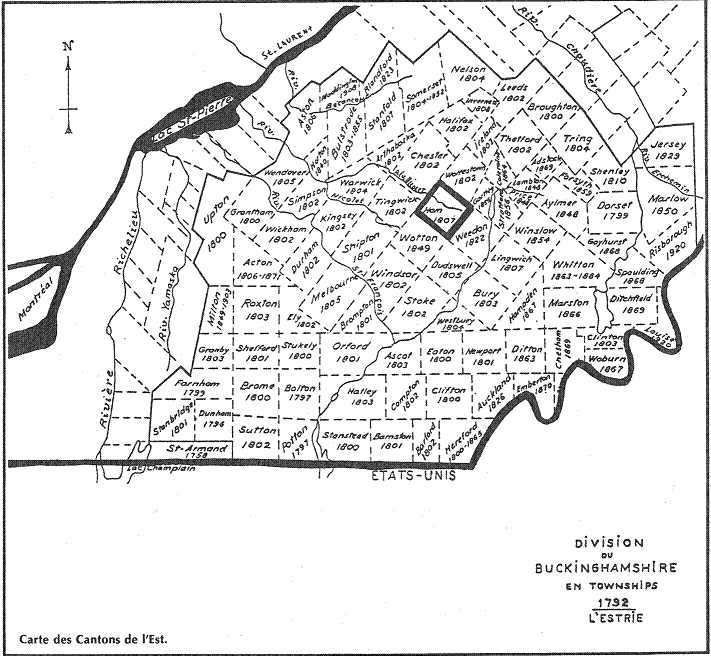
Carte des cantons de l'est, incluant ceux qui ont formé le comté d'Arthabaska

- Arthabaska (fusionnée à Victoriaville en 1994)
- Chénier (fusionnée à Tingwick en 1981)
- Chester-Est (renommé Sainte-Hélène-de-Chester en 2008)
- Chester-Nord (fusionné à Saint-Norbert-d'Arthabaska en 1994)
- Chester-Ouest (fusionné à Chesterville en 1982[3])
- Chesterville
- Daveluyville (détaché de Sainte-Anne-du-Sault en 1901)
- Maddington
- Princeville
- Princeville (paroisse), appelée Saint-Eusèbe-de-Stanfold jusqu'en 1969, fusionnée à Princeville en 2000[4]
- Saint-Albert
- Saint-Christophe-d'Arthabaska
- Sainte-Anne-du-Sault (fusionnée à Daveluyville en 2016[5])
- Sainte-Clotilde-de-Horton
- Sainte-Élisabeth-de-Warwick
- Sainte-Séraphine
- Sainte-Victoire-d'Arthabaska (fusionnée à Victoriaville en 1994)
- Saint-Louis-de-Blandford
- Saint-Norbert-d'Arthabaska
- Saint-Rémi-de-Tingwick
- Saint-Samuel
- Saint-Valère
- Tingwick
- Victoriaville
- Warwick

## Description
Le comté a été formé des cantons de Warwick, Stanfold, Arthabaska, Chester-Est, Chester-Ouest et Tingwick, et de parties des cantons de Maddington, Blandford, Horton, Bulstrode, Simpson et Aston.